# Rafał Ostrowski (generał)
 Rafał Ostrowski  (ur. 24 października 1967 w Pajęcznie) – generał brygady Wojska Polskiego, były dowódca 7 Pomorskiej Brygady Obrony Wybrzeża, w latach 2020-2022 zastępca szefa Zarządu Planowania i Programowania Rozwoju Sił Zbrojnych - P5 w Sztabie Generalnym Wojska Polskiego, od 2022 szef Zarządu Planowania i Programowania Rozwoju Sił Zbrojnych - P5 w Sztabie Generalnym Wojska Polskiego.

## Życiorys
Rafał Ostrowski w 1987 rozpoczął studia w Wyższej Szkole Oficerskiej Wojsk Zmechanizowanych we Wrocławiu. W 1991 został podporucznikiem i dowódcą plutonu w 6 pułku zmechanizowanym w Wałczu. W 1992 objął funkcję dowódcy kompanii w 2 Brygadzie Zmechanizowanej. W latach 1995–1996 był dowódcą kompanii rozpoznawczej, następnie do 2000 był zastępcą dowódcy – szefem sztabu batalionu szkolnego w 2 BZ. W 1998 podjął studia w Akademii Obrony Narodowej. 
W 2000 został skierowany do Stargardu Szczecińskiego, gdzie był dowódcą 3 batalionu czołgów w 6 Brygadzie Kawalerii Pancernej. W latach 2005–2006 pełnił obowiązki szefa sekcji rozpoznania Wydziału G-2 w sztabie 12 Dywizji Zmechanizowanej. Od 2006 był dowódcą 1 Batalionu Piechoty zmotoryzowanej w 12 Brygadzie Zmechanizowanej w Szczecinie, po czym powierzono mu stanowisko dowódcy 2 Batalionu Piechoty Zmotoryzowanej w Stargardzie, a od 3 sierpnia 2007 dowódcy 2 bpzmot imienia 14 batalionu Ułanów Jazłowieckich. Od 30 stycznia do 1 października 2008 był dowódcą zgrupowania bojowego w ramach X zmiany PKW w Iraku, po misji powrócił na dotychczasowe stanowisko dowódcy batalionu zmotoryzowanego, którym był do 20 grudnia 2010. W 2010 został wyróżniony przez Ministra Obrony Narodowej wpisaniem zasług do „Księgi Honorowej Wojska Polskiego”.  
W grudniu 2010 powierzono mu stanowisko szefa Wydziału Rozpoznania G-2 w sztabie 12 Szczecińskiej Dywizji Zmechanizowanej. W tym samym roku został skierowany na studia podyplomowe w Akademii Obrony Narodowej, a po ich ukończeniu objął funkcję zastępcy dowódcy 7 Pomorskiej Brygady Obrony Wybrzeża w Słupsku. Od 24 czerwca do 2 października 2013 pełnił obowiązki dowódcy 7 BOW. 
1 lipca 2014 decyzją MON Nr 1112 został skierowany do Szczecina, gdzie powierzono mu stanowisko zastępcy dowódcy 12 Brygady Zmechanizowanej, którym był do 6 grudnia 2016, po czym objął dowodzenie 7 Brygadą Obrony Wybrzeża. 
15 sierpnia 2020 prezydent RP Andrzej Duda mianował go na stopień generała brygady. 29 września 2020 przekazał obowiązki dowódcy 7 Pomorskiej Brygady Obrony Wybrzeża i został skierowany do Warszawy na stanowisko zastępcy szefa Zarządu Planowania i Programowania Rozwoju Sił Zbrojnych - P5 w Sztabie Generalnym Wojska Polskiego, następnie objął funkcję szefa Zarządu Planowania i Programowania Rozwoju Sił Zbrojnych – P5 w Sztabie Generalnym Wojska Polskiego.

## Awanse[2][24]
- podporucznik – 1991

- generał brygady – 2020

## Wybrane ordery, odznaczenia i wyróżnienia[25][26][27][28]
- Srebrny Medal za Długoletnią Służbę
- Gwiazda Iraku
- Złoty Medal „Za zasługi dla obronności kraju”
- Złoty Medal „Siły Zbrojne w Służbie Ojczyzny”
- Medal Pamiątkowy Wielonarodowej Dywizji Centrum-Południe w Iraku
- Odznaka Skoczka Spadochronowego Wojsk Powietrznodesantowych – 1990
- Odznaka pamiątkowa 14 Batalionu Ułanów Jazłowieckich – 2007 ex officio
- tytuł  „Oficer Roku” 12 Brygady Zmechanizowanej – 2009[2]
- uhonorowany mianem najlepszego batalionu na szczeblu dywizji – 2010[29]
- wpis do „Księgi Honorowej Wojska Polskiego” – 2010[30][31]
- Odznaka pamiątkowa 7 Pomorskiej Brygady Obrony Wybrzeża – 2016 ex officio